# دیپلپتریس کبررانا
دیپلپتریس کبررانا (نام علمی: Diplopterys cabrerana) نام یک گونه از رده دولپه‌ای‌ها است.